# Francesco Schettino
Francesco Schettino (Nápoles, 14 de noviembre de 1960) es un excapitán italiano conocido principalmente por comandar el crucero Costa Concordia cuando colisionó con una roca, y volcó frente a la isla del Giglio el 13 de enero de 2012 tras haberse acercado deliberadamente a la costa.
El naufragio tuvo como consecuencia la muerte de 32 pasajeros y miembros de la tripulación, y 64 personas heridas. Durante el hundimiento, Schettino abandonó la nave con la excusa que había salido catapultado accidentalmente hacia un bote salvavidas violando así los principios de la profesión del capitán. El comandante de la guardia costera Gregorio De Falco le ordenó de manera insistente que volviese a la nave para asistir a las personas que aún seguían a bordo, orden que no siguió. Como consecuencia de esto en 2015 fue condenado a dieciséis años de prisión por su papel en el incidente. Comenzó a cumplir su condena en 2017 tras agotar sus apelaciones.